# 达西广场

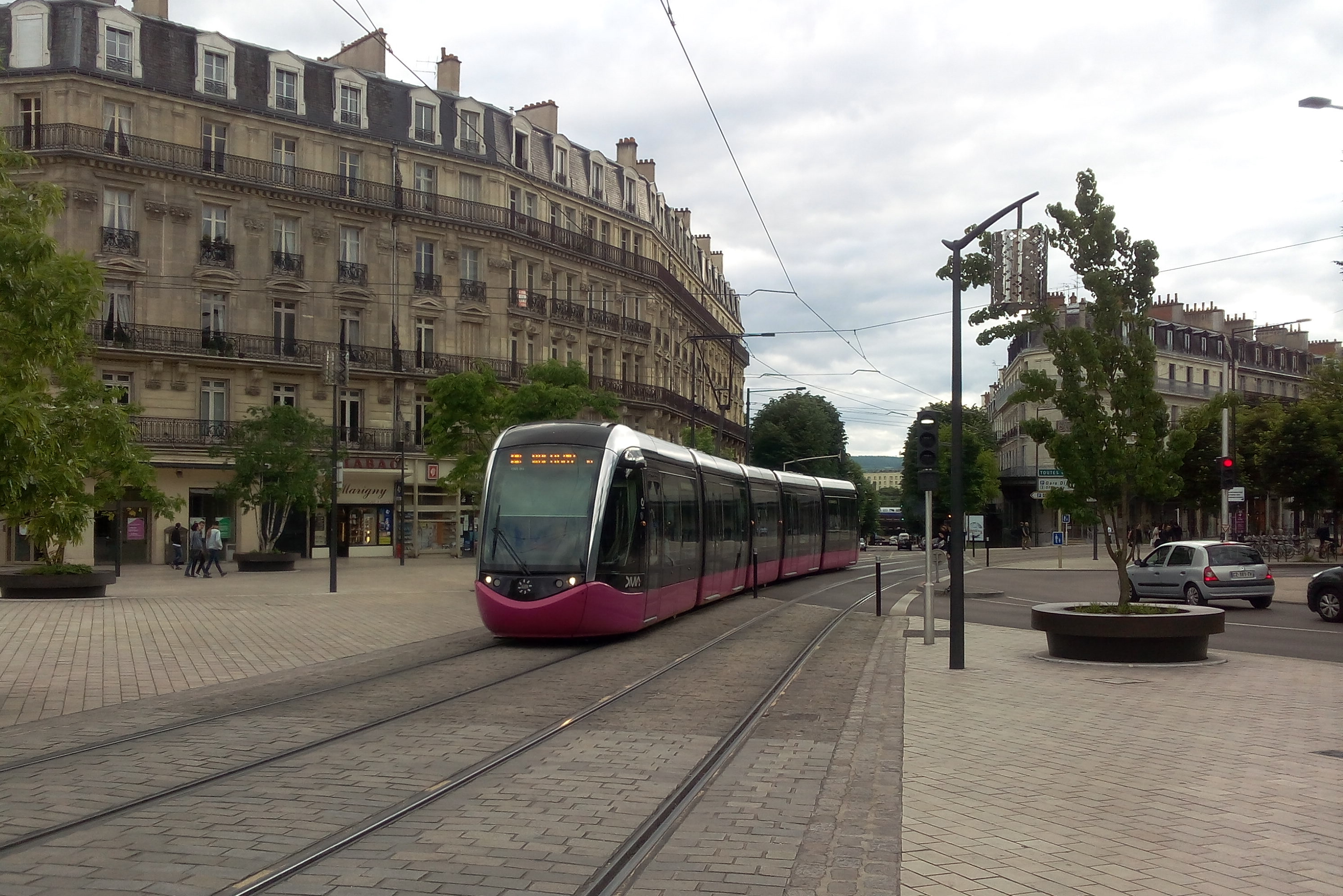
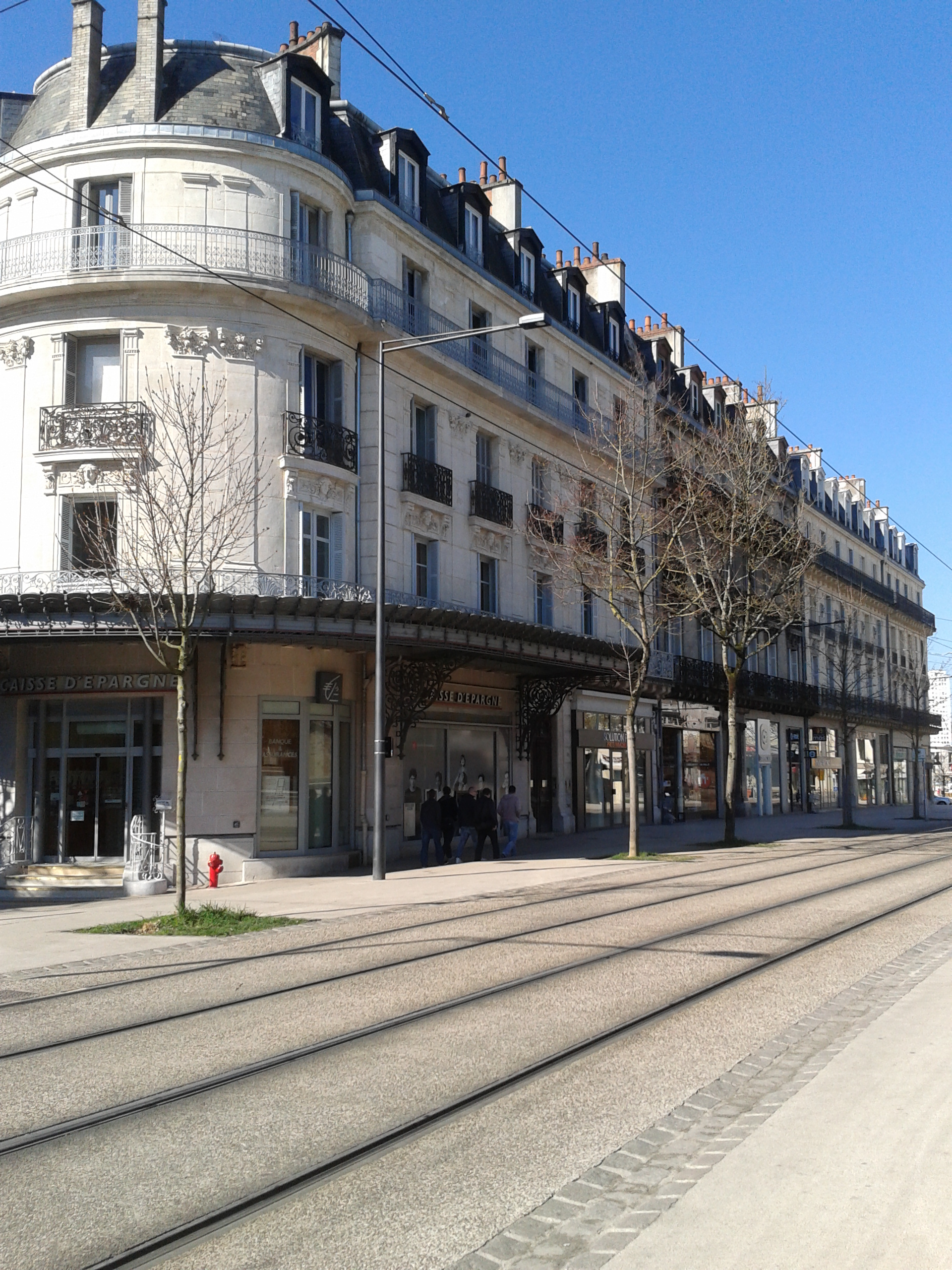
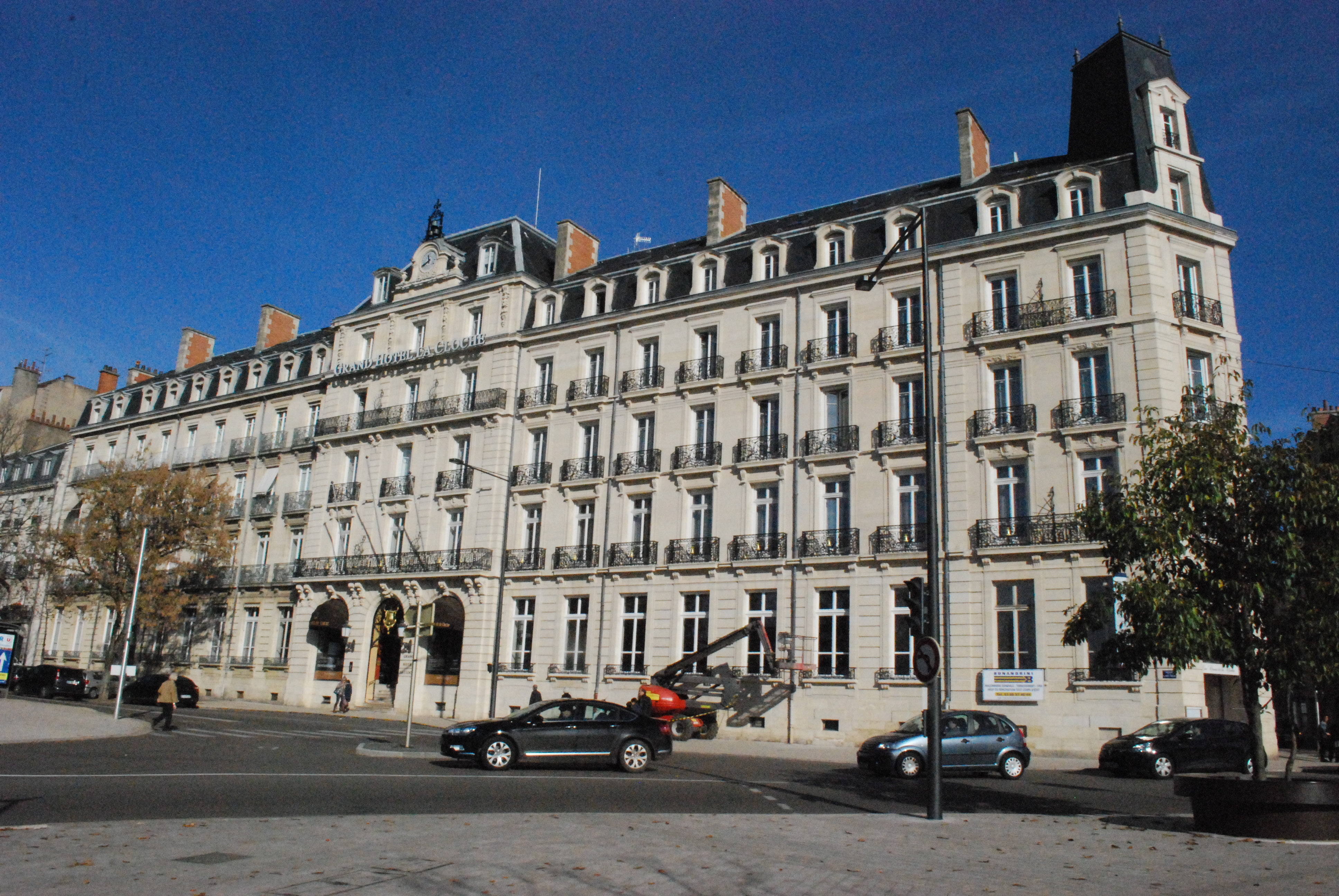
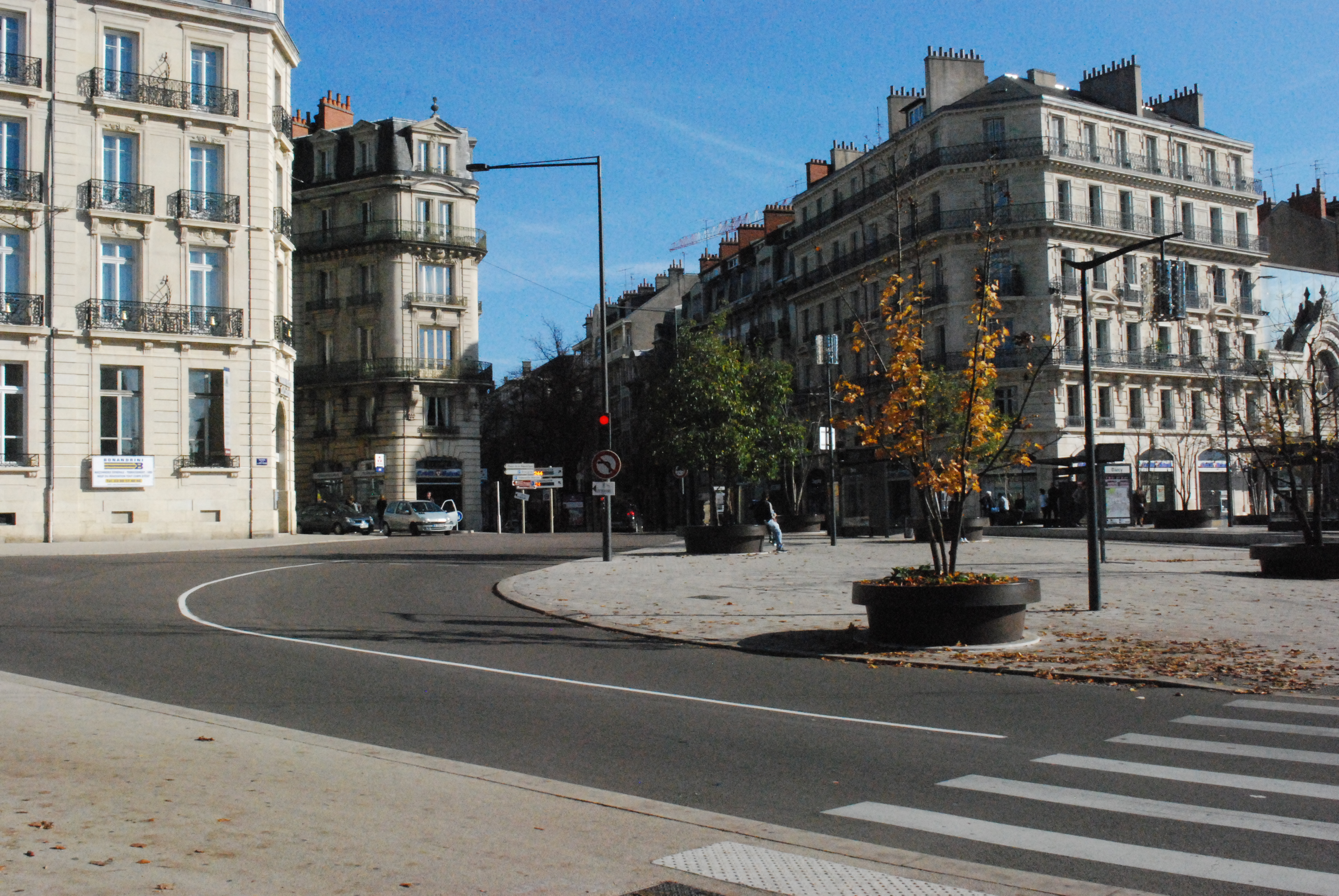
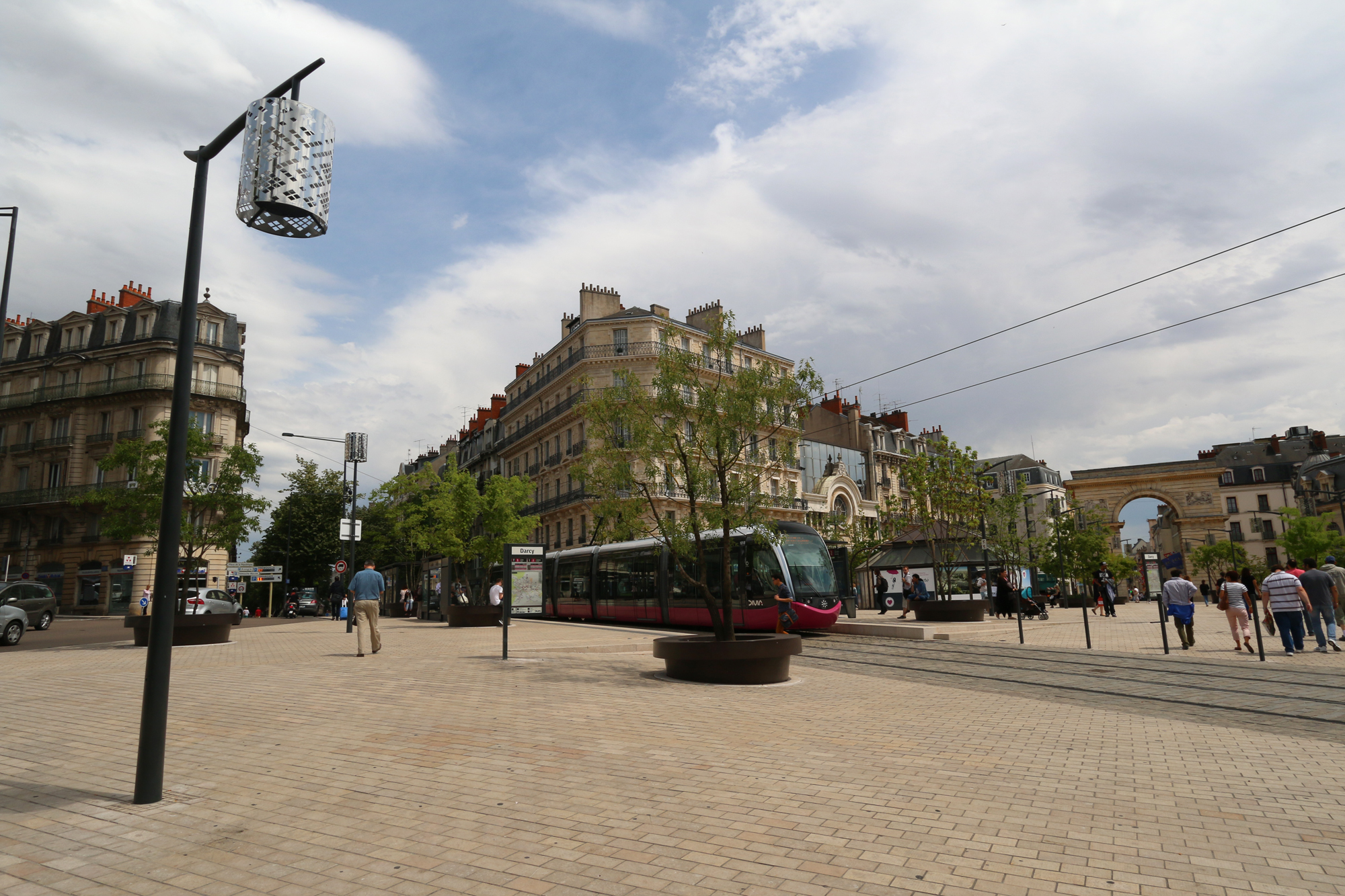
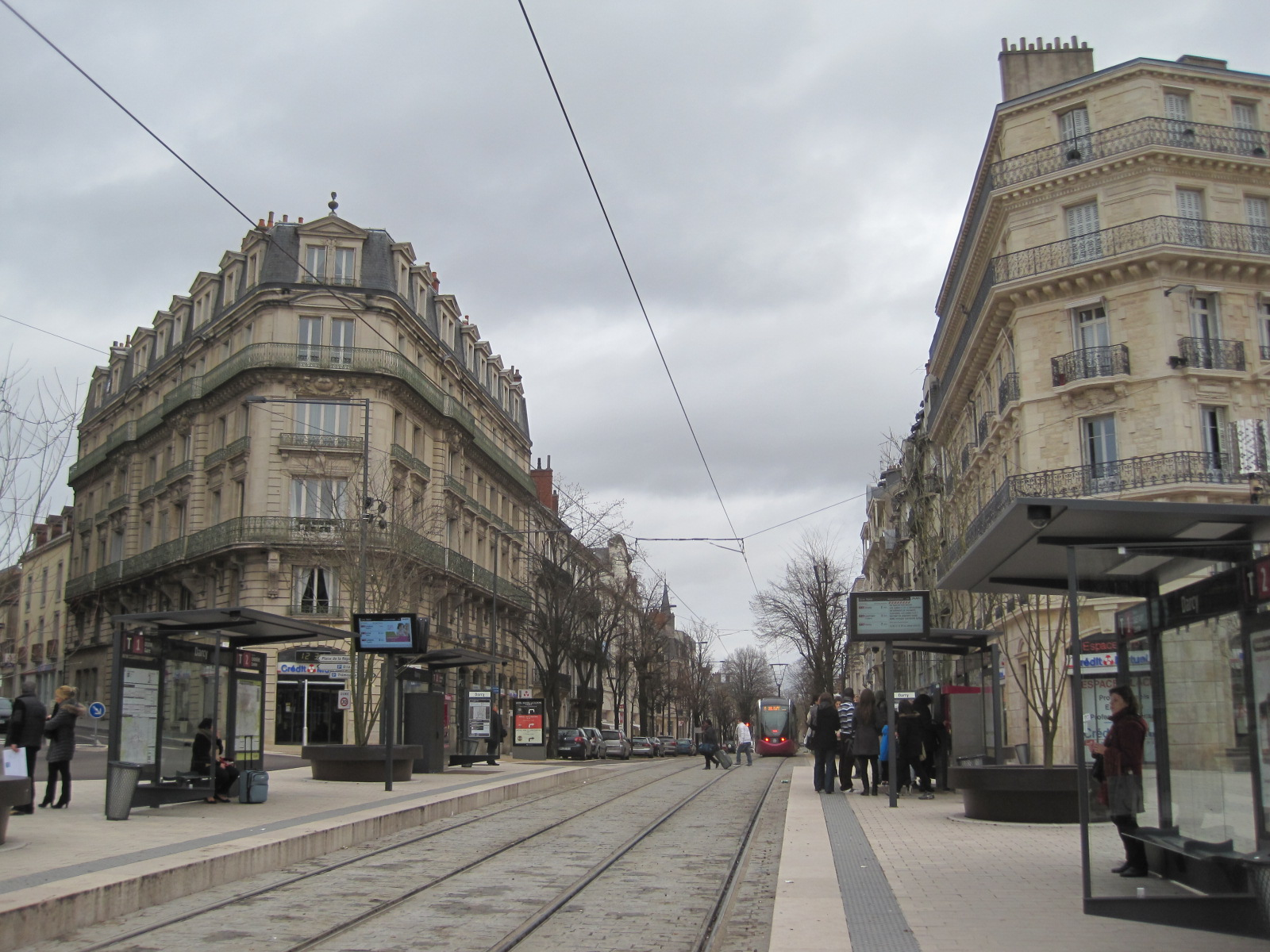
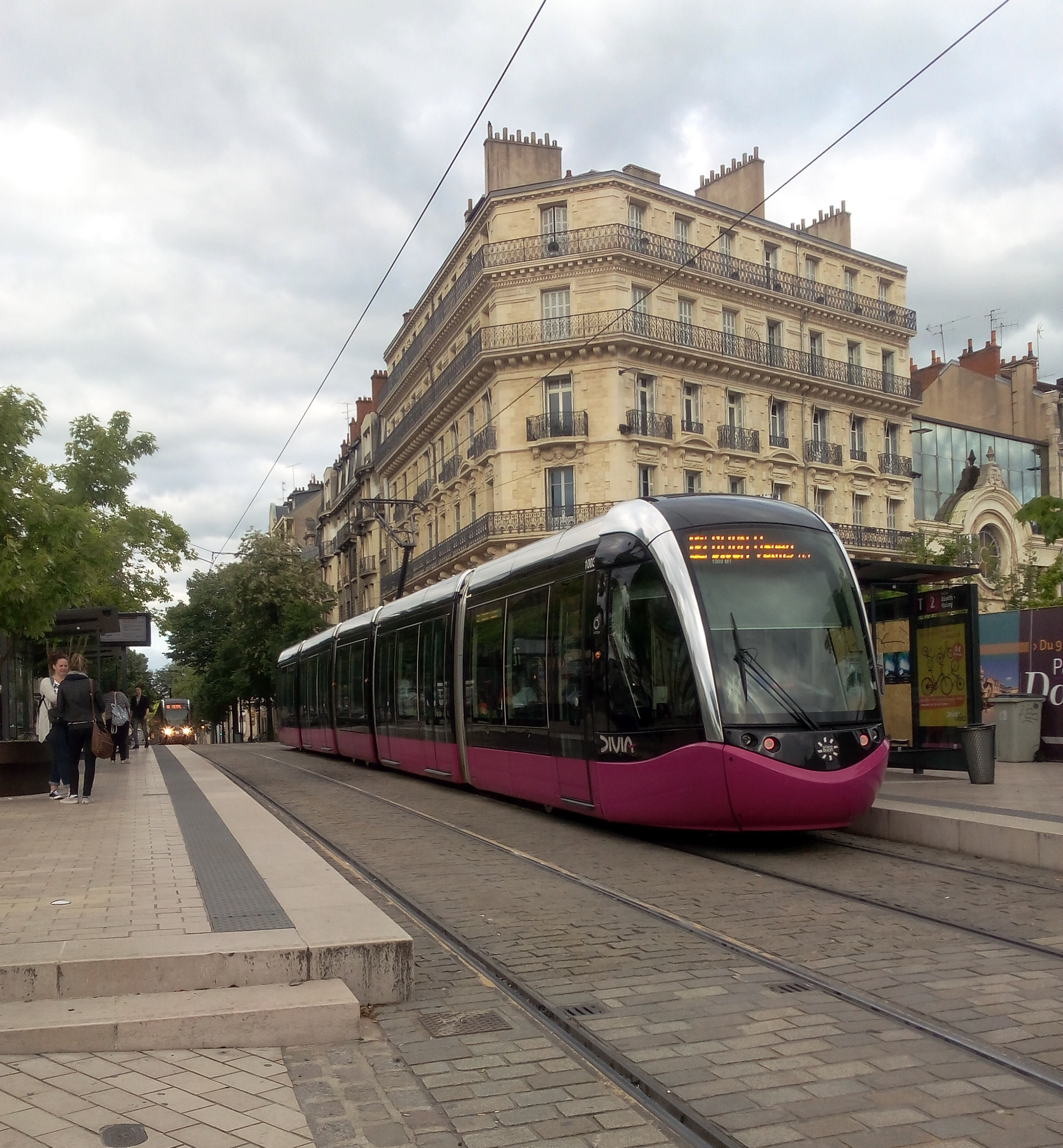
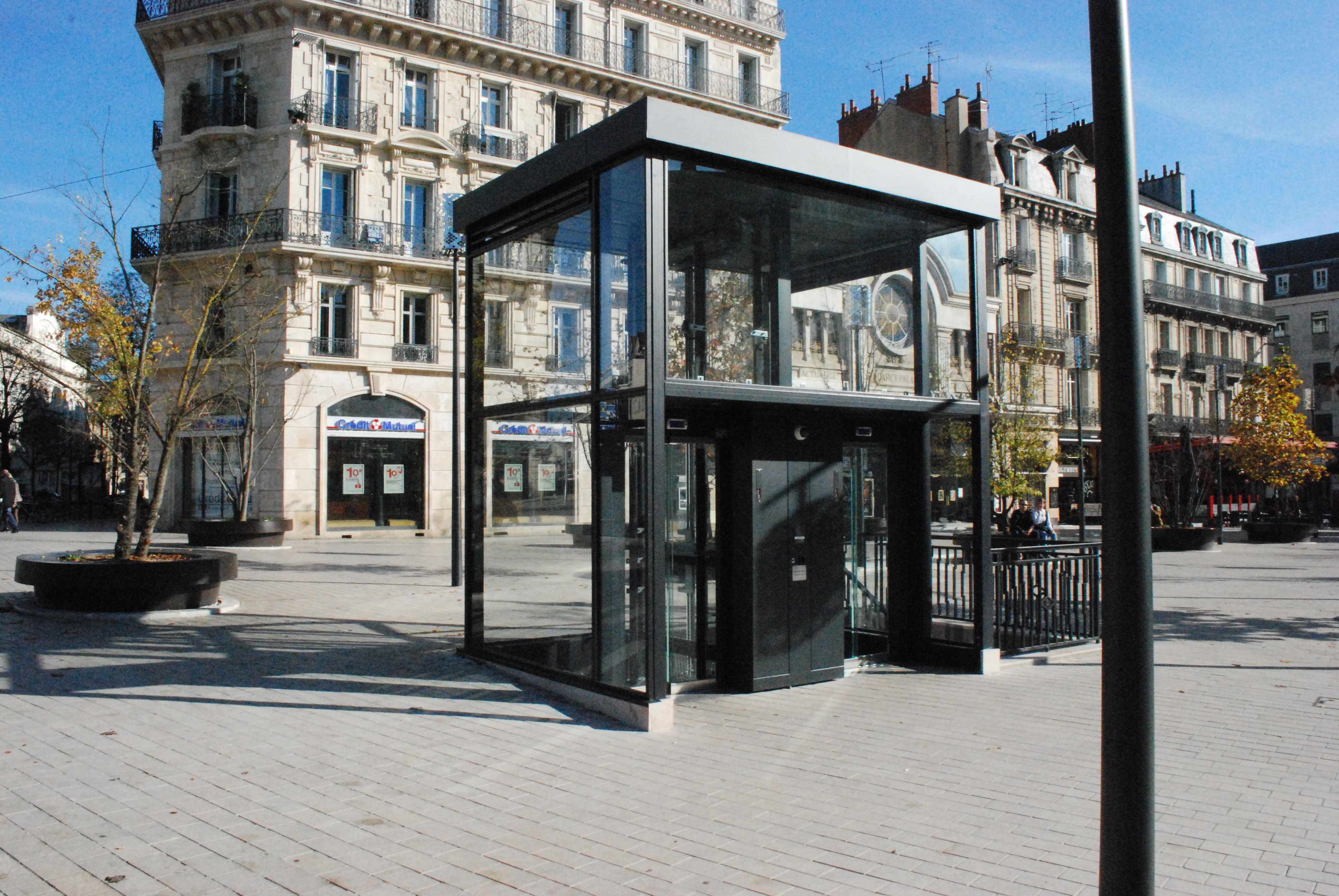
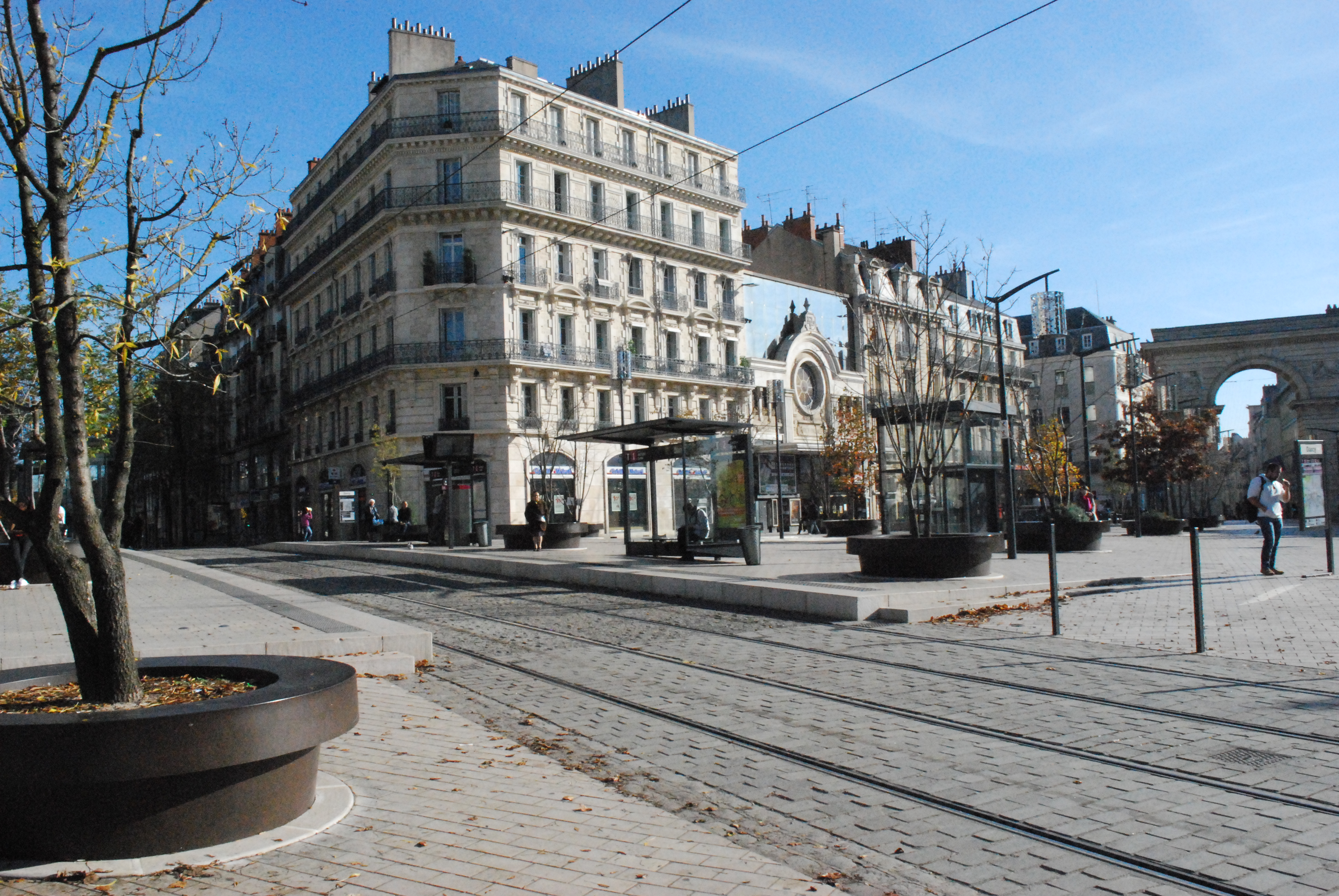
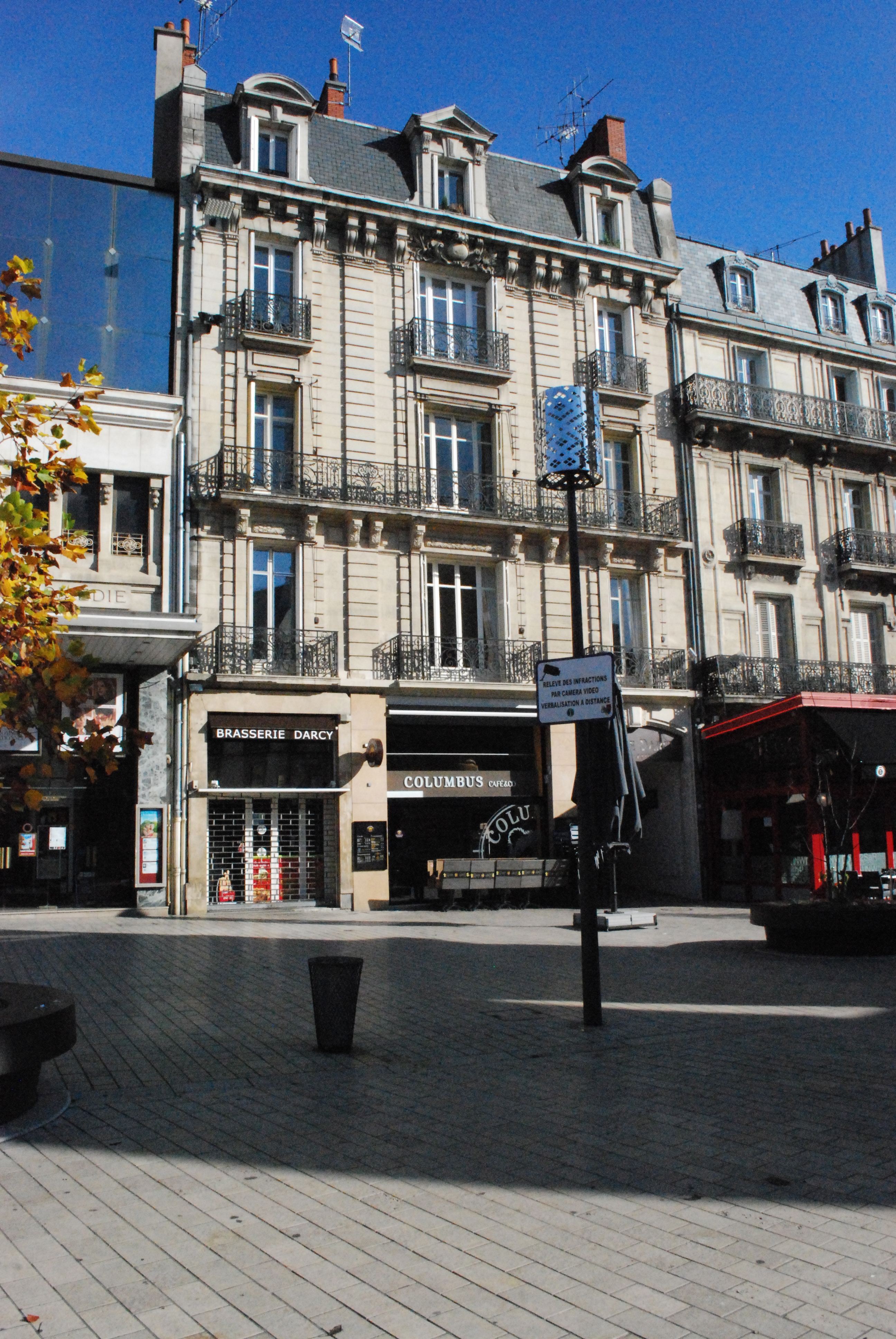
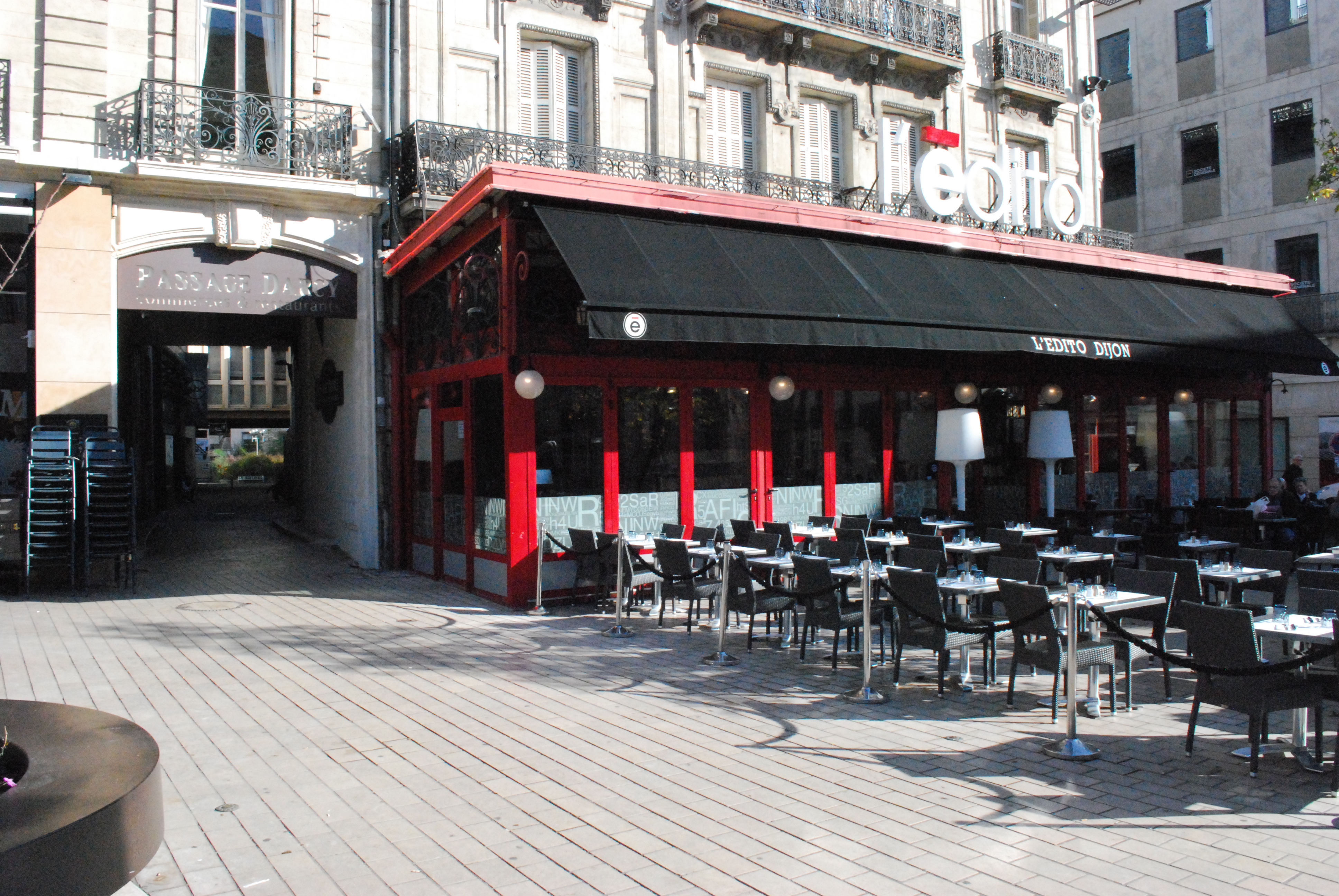
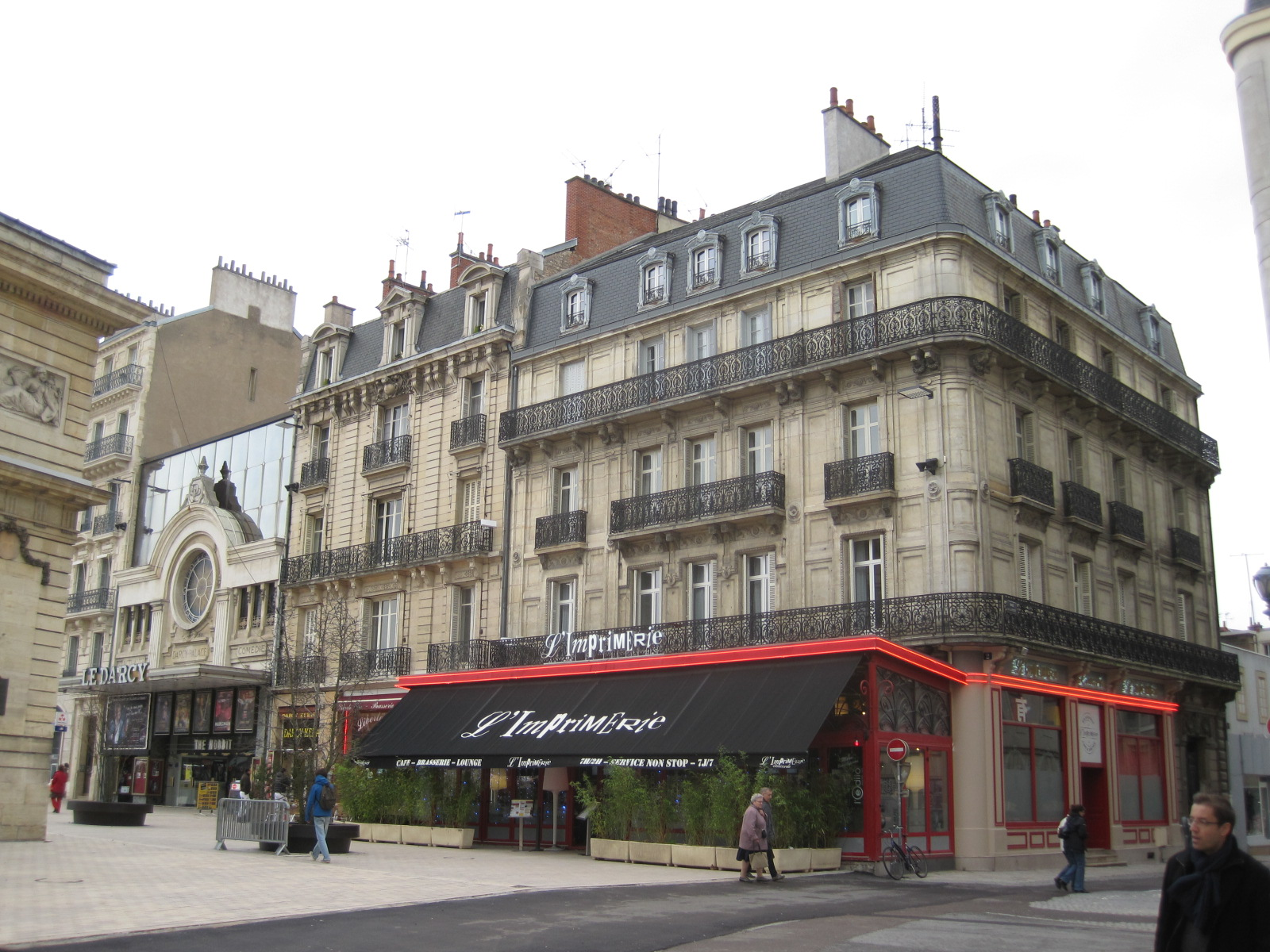
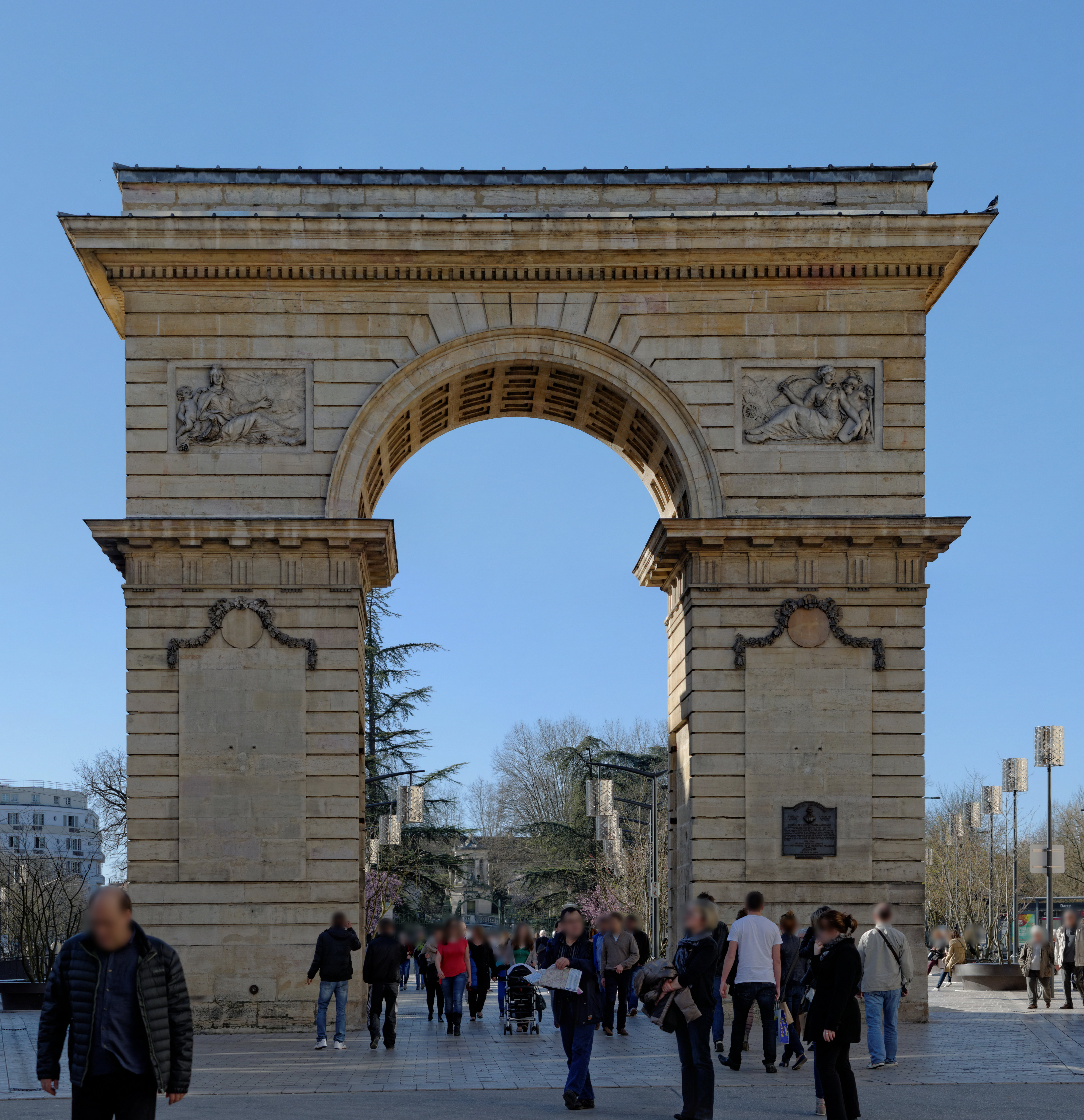
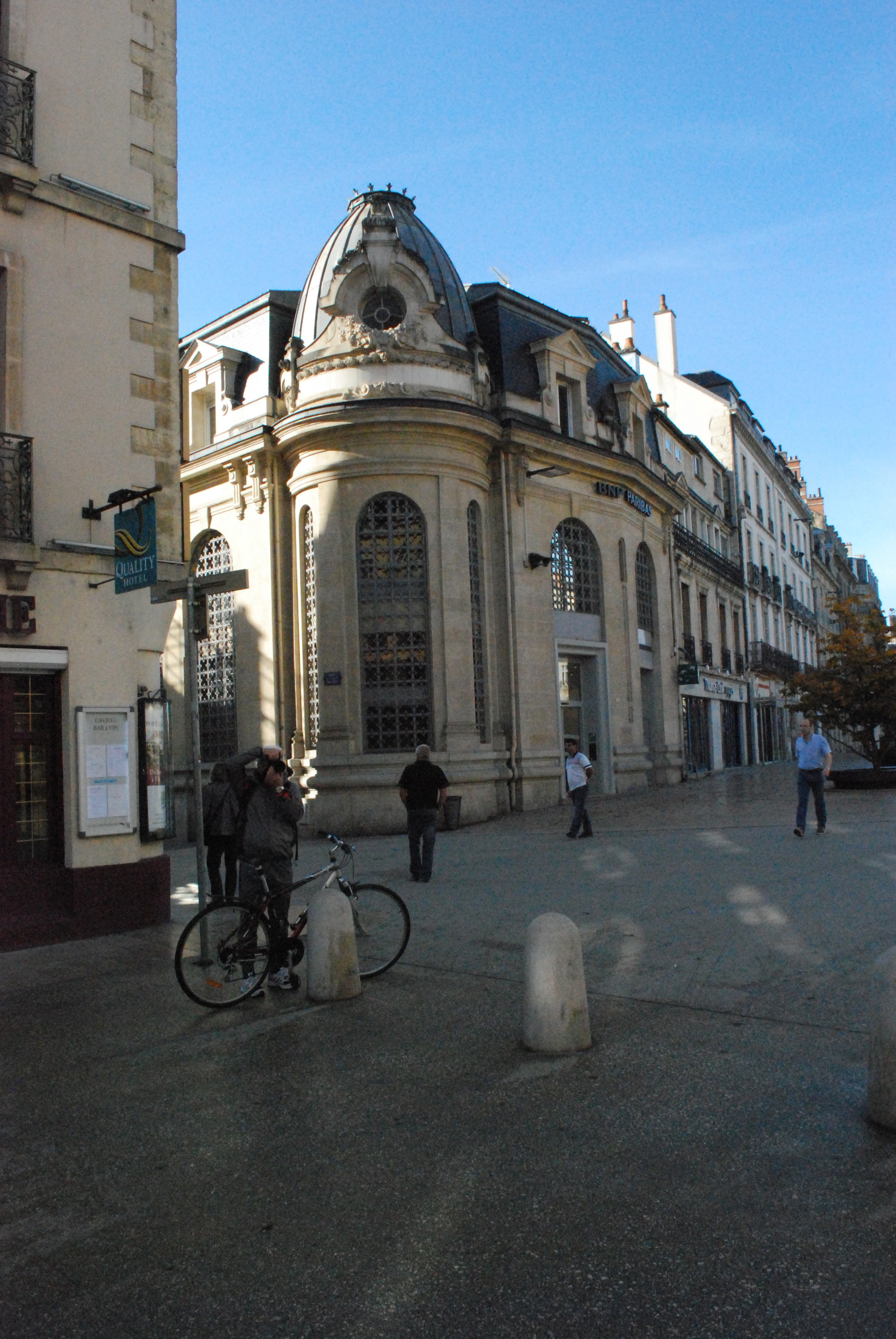
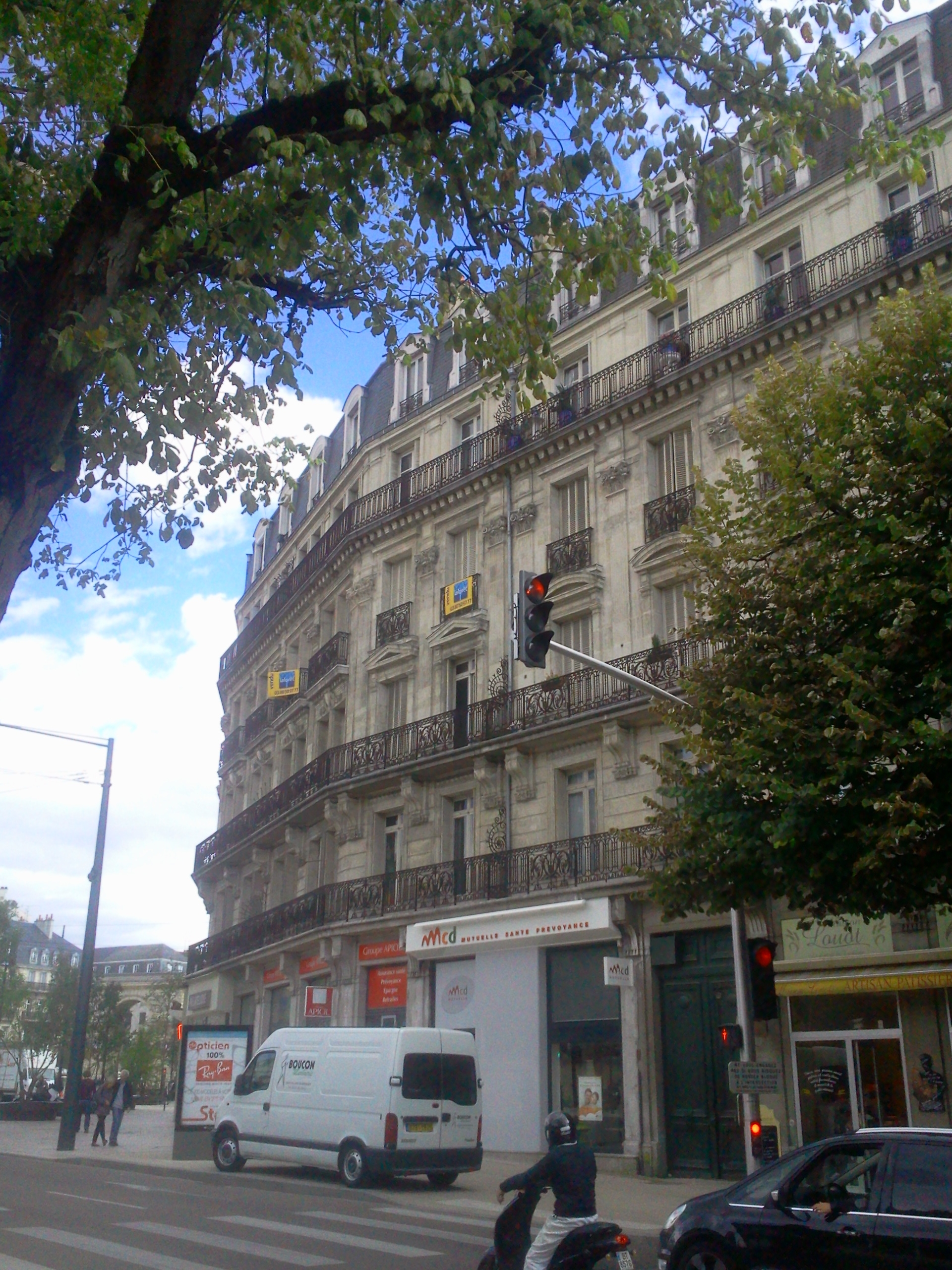
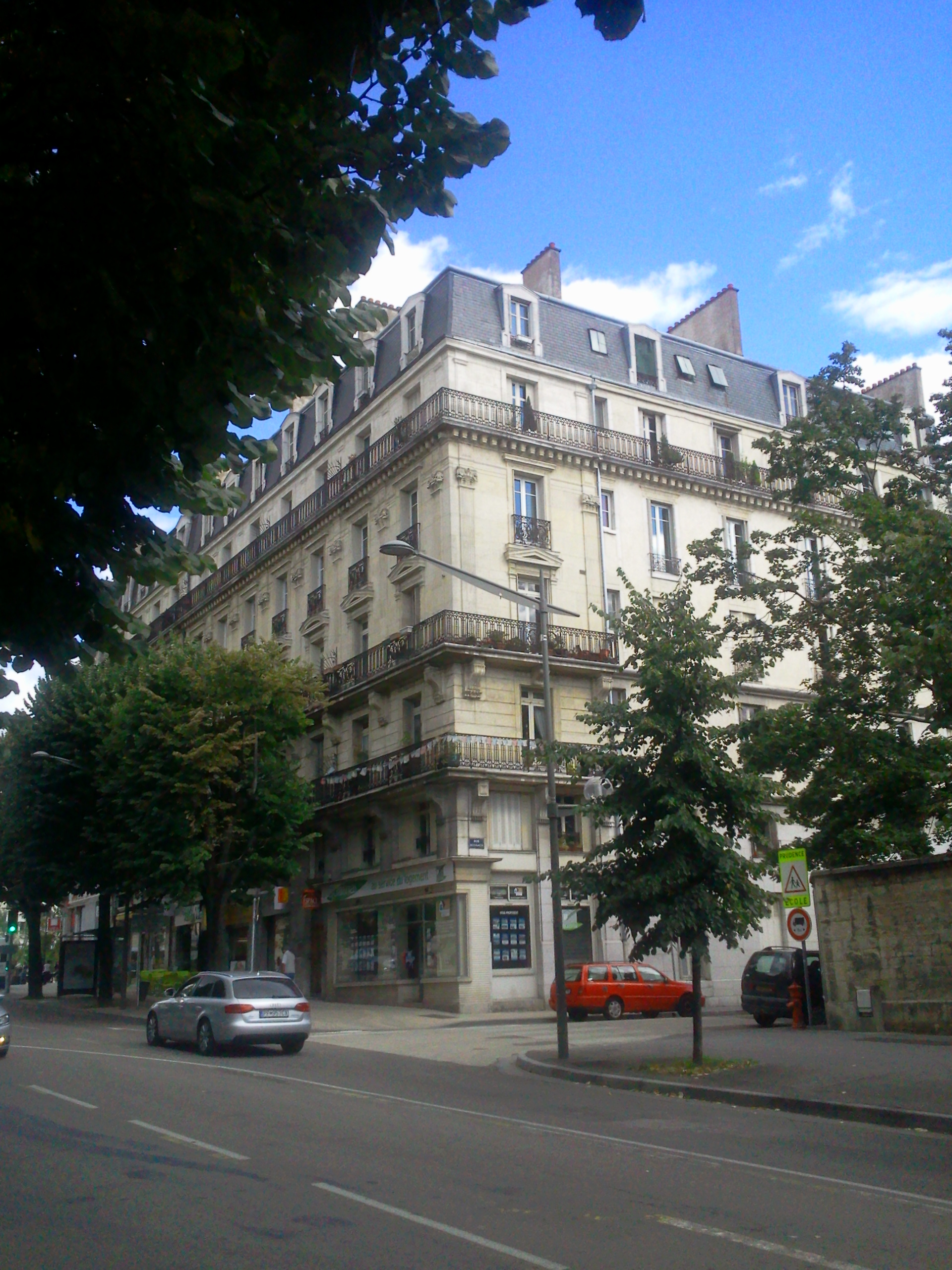

达西广场（Place Darcy）是法国勃艮第第戎老城区西部的一个三角形广场，开辟于18世纪，奥斯曼风格。广场得名于工程师亨利达西（1803-1858年）。
广场上的纪尧姆门（Porte Guillaume）原为第戎12世纪城墙上的一个城门，历史上是通往特鲁瓦、巴黎和桑斯道路的起点。

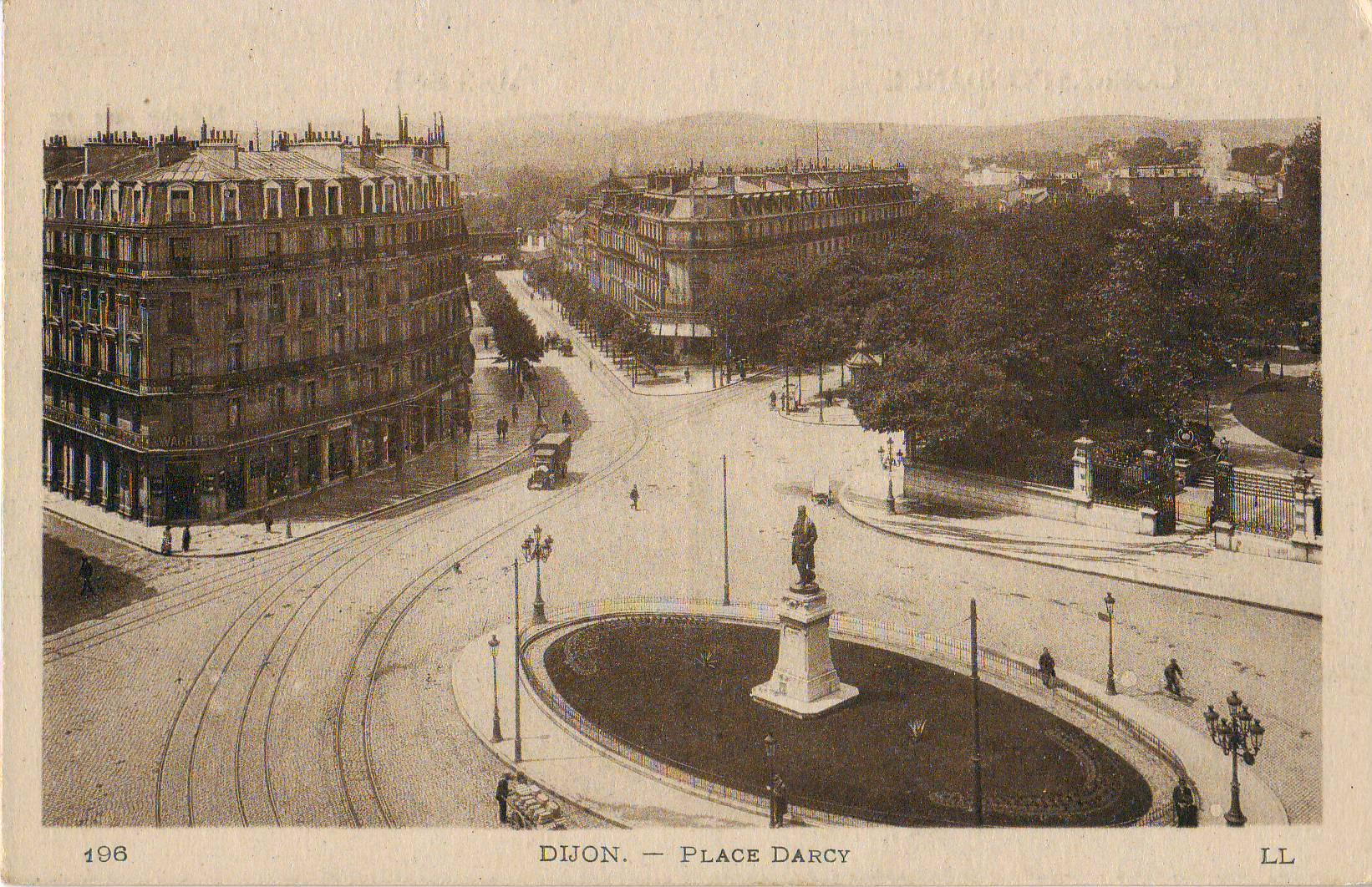
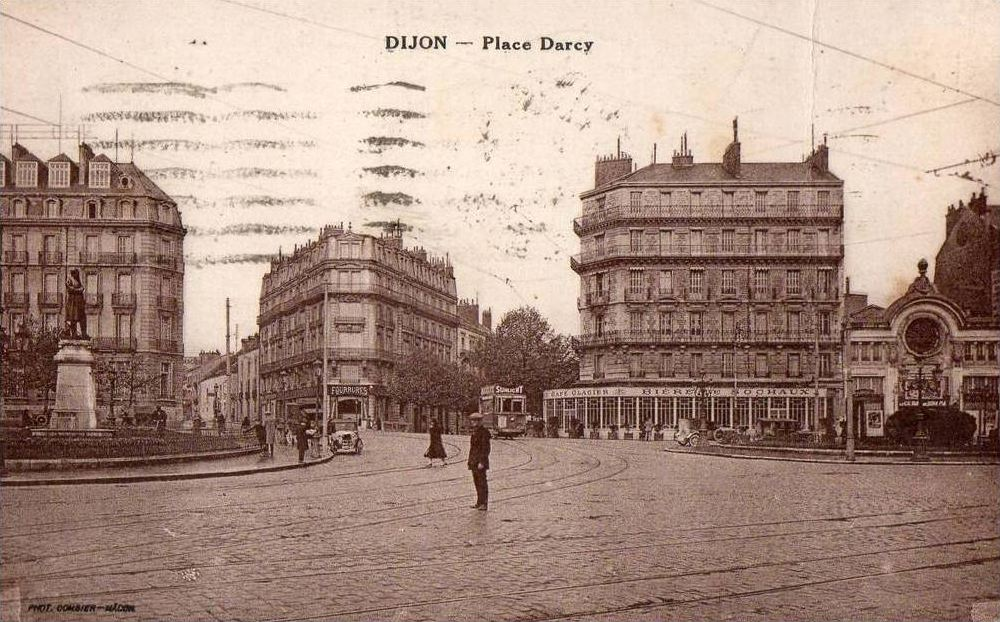
.
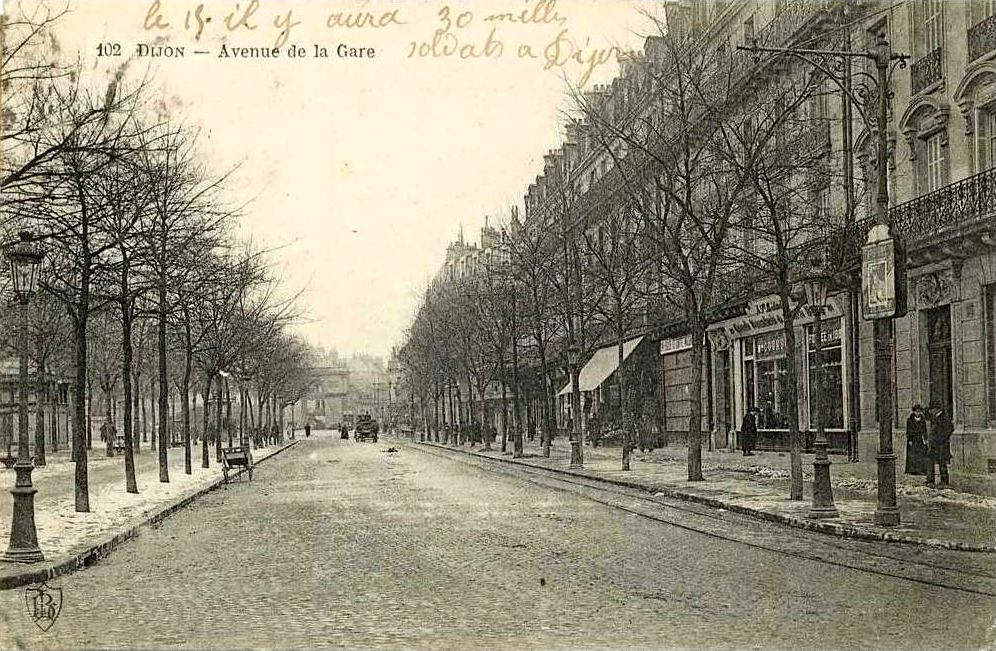

达西广场靠近第戎城站、达西花园，自由街。